# Toronto Supra Portuguese
Toronto Supra Portuguese, ili skraćeno "Toronto Supra", je kanadski nogometni klub iz grada Toronta.
Igra u CSL-u, u "Međunarodnoj diviziji" ("International Division").
Svoje utakmice igra na stadionu Centennial Stadium.
Klub je portugalske iseljeničke zajednice.

## Vanjske poveznice
- Službene stranice  Arhivirana inačica izvorne stranice od 6. srpnja 2007. (Wayback Machine)